# Rivula craspisticta
Rivula craspisticta är en fjärilsart som beskrevs av George Francis Hampson 1926. Rivula craspisticta ingår i släktet Rivula och familjen nattflyn. Inga underarter finns listade.